# Baldin Ahmad
Baldin Ahmad (* 4. Mai 1954 in as-Sulaimaniya) ist ein kurdischer Maler und Künstler. In dem irakischen Teil Kurdistans gehört er zu den bekannten Vertretern der Zeitgenössischen Malerei.

## Leben
Er studierte von 1969 bis 1974 gemeinsam mit einem Freund aus seiner Heimatstadt Kunst an der al-Mustansiriyya-Universität in Bagdad. Dort herrschte ein strenges Regiment, das wenig Raum für persönliche Ausdruckskraft ließ. Baldin Ahmad lernte dort aber das exakte Zeichnen. Gelehrt wurde ferner die italienische Renaissance und das Goldene Zeitalter der Niederlande. Islamische Kunst war kein Thema zu jener Zeit.
Die gesellschaftlichen und politischen Umstände unter der Baath-Partei, die die freie Entfaltung der Kunst behinderten, trugen dazu bei, dass Baldin Ahmad seine Heimat verließ. Nach drei Jahren Studium in der irakischen Hauptstadt setzte er sein Studium an der Accademia di Belle Arti di Roma in Rom, wo er zwei Jahre blieb, und an der Accademia di Belle Arti di Firenze in Florenz fort, wo er 1979 graduierte und insgesamt 14 Jahre lebte. Anschließend studierte er Kunstgeschichte an der Universität Bologna. 1989 erhielt Baldin Ahmad die italienische Staatsbürgerschaft. Seit 1991 lebt und arbeitet er in Utrecht. 2004 bat die Regierung der Autonomen Region Kurdistan Baldin Ahmad und Karai Jamil, ein Museum für moderne Kunst im irakischen Teil Kurdistans aufzubauen. Ein Vorhaben, das scheiterte.
Baldin Ahmad ist verheiratet und Vater eines Kindes.

## Werk

Skulptur Ahmads in Sulaimaniyya

Baldin Ahmad ist weder Landschaftsmaler, noch Realist oder Konzeptmaler. Maarten Beks bezeichnete ihn als „Denkbeeldenschilder“, damit bezeichnet er Baldin Ahmad als Maler von Imaginationen, Sinnbildern oder bildlichen Vorstellungen. Maaike Meijer beschrieb 1993 die beiden Grundformen in Baldin Ahmads Malerei als architektonische und natürliche Formen. Die Farben bezeichnete sie als stark, strahlend und tief. Baldin Ahmad verwendet hauptsächlich Ölfarbe und Acryl auf Tuch, aber auch Kreide und Tinte. In seinen Werken finden sich Spuren seiner kurdischen Wurzeln, seines Lebens in Italien und den Niederlanden und seiner Reisen, die ihn bis Mexiko führten. Baldin Ahmad macht auch Installationen und Skulpturen. So steht in Utrecht eine Installation, mit der er gegen Aussagen von Geert Wilders protestierte.
Giovanni Carandente, Direktor der Kunst-Biennale von Venedig 1988 und 1990, beschrieb die Arbeit Baldins mit folgenden Worten:
„Baldins Palette ist bezaubernd; gewebt aus den ätherischen, zarten Farbgebungen im Grün der Wälder und in rosa und blauen Morgentönen. Seine Landschaften schweben unter der Spiegelung des Lichts, sie glühen sanft und zerbrechlich. Seine Symbolik ist ebenso klar wie seine Technik: ein hauchdünner Schleier oder eine solide Mauer verbergen die jenseitige Realität, eine nur bruchstückhaft erkennbare Unbekannte, von deren verborgenen Fragmenten man sich dennoch mühelos ein Bild gestalten kann.“
Marianne de Visser charakterisierte sein Werk als „imaginäre Städte mit italienischem Licht“. Einzelausstellungen und Gemeinschaftsausstellungen hatte der Maler u. a. in Bagdad, Rom, Tunis, Ljubljana, Florenz, Venedig, Paris, Moskau, Mailand, Krakau (Nationalmuseum), Amsterdam, Brüssel, Graz und Macon. Im Jahr 2013 hatte er Einzelausstellungen im kurdischen Sulaimaniyya und 2014 in Arbil. Die Vertretung der Kurdischen Regionalregierung in Italien plante im März 2014 ferner eine Wohltätigkeitsausstellung mit Baldin Ahmad und einem weiteren kurdischen Künstler in Rom. In Europa sendeten unter anderem Rai Uno, Channel 4, RTBF und MTV Amsterdam Features über die Arbeit Baldins.
Im Jahre 2016 wurde eine Skulptur Ahmads zu ehren seines 1969 durch das Baath-Regime ermordeten Bruders Ahmadi Delâk (arabisch أحمد الدلاق Aḥmad ad-Dallāq) in einem Park, der den Namen seines Bruders trägt, in Sulaimaniyya aufgestellt.

## Weblink
- Persönliche Website

| Personendaten    | Personendaten                 |
| ---------------- | ----------------------------- |
| NAME             | Ahmad, Baldin                 |
| KURZBESCHREIBUNG | kurdischer Maler und Künstler |
| GEBURTSDATUM     | 4. Mai 1954                   |
| GEBURTSORT       | as-Sulaimaniya                |